# Кетелмер
Кетелмер (нід. Ketelmeer  - «озеро-котел») - озеро в Нідерландах велика частина якого розташована в провінції Флеволанд. Площа озера Кетелмер становить 35 км², середня глибина близько 2,4 метри.
Із заходу Кетелмер сполучено з озером Ейсселмер, частиною якого було до осушення у 1956 році оточуючих польдерів Нордостпольдер й Остелійк-Флеволанд. Через протоку, що сполучає озера, побудовано розкриваючийся міст Кетелбрюг. У східній частині в Кетелмер впадає річка Ейссел (гирло Рейну), дельта якої розташована в провінції Оверейсел. Крім того озеро має протоки в озера Зварте-Мер і Воссемер, що також виникли після осушення нових земель.
У нижній частині Кетелмер сильно забруднена, гирло Рейну Ессел за багать років нанесла до 50 см мулу забрудненого ПХД, і важкими металами. Для утилізації цього мулу, у 1996-1999 прямо посередині озера побудовано штучний острів Ейсселог, для зберігання відходів об'ємом до 23 млн м³. Острів зроблено у вигляді кругової дамби, дно викладено плівкою для запобігання витоків.
Після розчищення морського дна в Кетельмері, було поглиблено фарватер, що дозволяє проходження кораблям з осадкою до 3,50 м. Таким чином, нижня течія Ейссел є судноплавною.

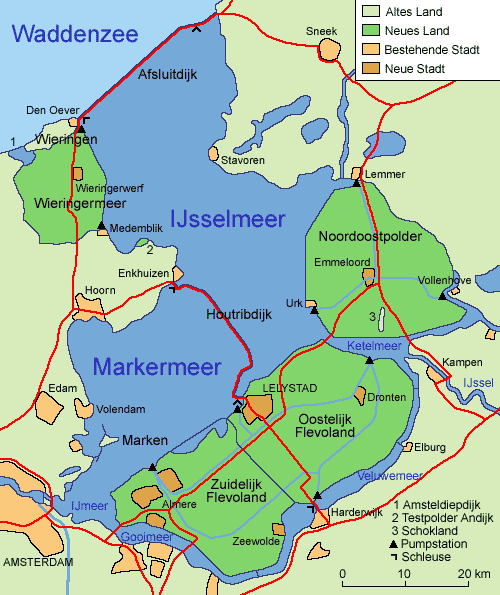
Кетелмер на мапі